# Paměť národa
Paměť národa („Nationales Gedächtnis“) ist ein Internetportal, ein Gemeinschaftsprojekt des Instituts Ústav pro studium totalitních režimů (abgekürzt ÚSTR, deutsch Institut für das Studium totalitärer Regime) und des tschechischen Rundfunksenders Český rozhlas sowie der Vereinigung Post Bellum. Es handelt sich um eine am 28. Oktober 2008 international angelegte Sammlung von Zeugnissen historischer Ereignisse, die primär auf privaten Erinnerungen der Zeitzeugen basiert und sich dabei der Methode der „Oral History“ bedient. Zu weiteren Unterstützern gehörten das Ústav pro soudobé dějiny Akademie věd České republiky (Institut für die Zeitgeschichte der Akademie der Wissenschaften der Tschechischen Republik), Vojenský historický ústav Prag (VHÚ, Militärhistorisches Institut), Jüdisches Museum in Prag und andere.
Der Name der Institution wird ins Deutsche unterschiedlich übersetzt: „Nationales Gedächtnis“ beziehungsweise „Gedächtnis der Nation“, ersatzweise für „Gedächtnis“ dann auch „Erinnerung“, „Gedenken“ usw.
Die selbstgestellte Aufgabe des Projektes ist es, der Öffentlichkeit unverfälschte Zeugenaussagen von Zeitzeugen zugänglich zu machen. Aus diesen zweifellos subjektiv gefärbten Erinnerungen soll ein Mosaik des Zeitgeschehens entstehen, das nicht nur für Historiker wertvolle Einzelzeugnisse liefern kann, sondern auch für Laien verständlich ist. Damit sollen die Verbrechen der nationalsozialistischen Besetzung des Landes (Protektorat Böhmen und Mähren 1939 bis 1945) wie auch der kommunistischen Diktatur (Februarumsturz 1948 bis 1989) dokumentiert werden und mit anderen historischen Quellen die Forschung über diese Zeit fördern; der Schwerpunkt liegt bei den politischen Gefangenen und hingerichteten Widerstandskämpfern während der Protektoratszeit und Opfern des Holocaust sowie bei politischen Maßnahmen gegen Dissidenten nach 1948, besonders dann während der Schauprozesse der 1950er Jahre.
In der Datenbank des Projektes, insbesondere der von Post Bellum, befanden sich bereits im Jahr 2012 über 2500 Zeitzeugen; ihre gesprochenen Erinnerungen können teils mit einer mobilen App abgerufen werden. Zu den prominenten Teilnehmern, die ihre Erinnerungen zur Verfügung stellten, gehörte auch der ehemalige Präsident Václav Havel. Ab 2006 gibt es im tschechischen Rundfunk regelmäßige Sendungen „Geschichten des 20. Jahrhunderts“, und seit 2010 werden regelmäßig „Paměť národa“ Preise an besonders wichtige Zeitzeugen verteilt.